# Condado de Morgan (Geórgia)
O Condado de Morgan é um dos 159 condados do Estado americano de Geórgia. A sede do condado é Madison, e sua maior cidade é Madison. O condado possui uma área de 918 km² (dos quais 13 km² estão cobertos por água), uma população de 15 457 habitantes, e uma densidade populacional de 17 hab/km² (segundo o censo nacional de 2000). O condado foi fundado em 10 de dezembro de 1907.